# Софтуерен телефон
Софтуерен телефон или съкратено софтфон е софтуерна програма, която прави телефонни обаждания през интернет, използвайки компютър, а не друг специално предназначен хардуер. Често софтуерният телефон е проектиран, така че да работи / функционира като традиционен телефон, като в някои случаи има интерфейс на такъв – най-често разполага с панел с бутони за набиране, чрез които потребителят може да взаимодейства. Софтфонът обикновено използва слушалки, свързани към звуковата карта на компютъра или алтернативно чрез USB телефон.